# Бабино (посёлок, Тосненский район)
Ба́бино — посёлок в Трубникоборском сельском поселении Тосненского района Ленинградской области.

## История

Земли посёлка Бабино на карте 1941 года

Согласно топографической карте РККА 1941 года на месте современного посёлка располагался совхоз имени Кирова.
По данным 1966, 1973 и 1990 годов в состав Трубнокоборского сельсовета входил совхозный посёлок Бабино.
В 1997 году в посёлке Бабино Трубникоборской волости проживали 173 человека, в 2002 году — 30 человек (русские — 50 %, чеченцы — 44 %).
В 2007 году в посёлке Бабино Трубникоборского СП — 26 человек.

## География
Посёлок расположен в юго-восточной части района на автодороге М10 (E 105) «Россия» (Москва — Санкт-Петербург).
Расстояние до административного центра поселения — 7,5 км. Расстояние до ближайшего населённого пункта, деревни Бабино — 3 км.
Ближайшая железнодорожная платформа Бабино.
К северу от посёлка берёт исток Вороньевский (Вороновский) ручей. К востоку — протекает река Грядка.

## Демография
| 2007 | 2010 | 2017 |
| ---- | ---- | ---- |
| 26   | ↗27  | ↗44  |

## Улицы
Дачная, Московское шоссе, Степная, Фермерский переулок.